# Premiul Turner
Premiul Turner, denumit după pictorul J. M. W. Turner, este un premiu anual acordat unui artist vizual britanic, sub vârsta de 50 de ani. Decernarea premiului este organizată de galeria Tate și Tate Britain. De la începutul său din 1984, a devenit premiul de artă cu cea mai multă publicitate din Marea Britanie. Deși reprezintă toată mediile artistice inclusiv pictura, premiul a fost asociat în principal cu arta conceptuală.